# Artemisia angustissima
Artemisia angustissima — вид квіткових рослин з родини айстрових (Asteraceae). Поширення: Японія, Китай. Населяє схили, узбіччя доріг; низькі висоти до 500 метрів.

## Біоморфологічна характеристика
Це багаторічна трав'яниста рослина заввишки 20–60 см, стебла нечисленні, тонкі та прямостоячі, розгалужуються від верхніх вузлів, рідко павутинно-волосисті, ± голі. Нижнє та середнє стеблове листя ± сидяче; листова пластинка яйцеподібна або майже кругла за контуром, 1.5–2.2 × 1.5–2.2 см, (1 або) 2-перисторозсічена; сегменти 2 (або 3) пари, 5–10 × 3–5 мм, роздільно- або дещо пилчасті. Середнє стеблове листя перисторозсічене; частки лінійні або вузьколінійно-ланцетні, 5–8(10) × 0.8–3 мм, цілісні або дещо пилчасті. Найбільш верхнє листя та листоподібні приквітки 3-роздільні або цілісні. Синцвіття — вузька волоть. Квіткові майже сидячі або сидячі, пониклі. Обгортка яйцеподібна або майже куляста, 1–1.5 мм у діаметрі. Крайових жіночих квіточок 2 або 3. Дискових квіточок 2–5, чоловічі. Сім'янка оберненояйцеподібна. Цвітіння та плодіння: серпень — жовтень.